# Jurek Becker
Jurek Becker (Łódź, 30 settembre 1937 – Sieseby, 14 marzo 1997) è stato uno scrittore e sceneggiatore polacco.

## Biografia
Jurek Becker, figlio di polacchi ebrei, trascorse la sua infanzia nel ghetto di Lódz e più tardi nei campi di concentramento di Ravensbrück e Sachsenhausen, dove perse la madre. Nel 1945 andò a stare nella futura Berlino Est, spinto anche da suo padre, che pensava che la Germania al contrario della Polonia avesse chiuso con l'antisemitismo. Imparò il tedesco e superò gli esami di maturità nel 1955. Si iscrisse alla Gioventù libera tedesca (Freie Deutsche Jugend, FDJ) e nel 1957 al Partito dell'Unità Socialista (Sozialistische Einheitspartei Deutschlands, SED). Lo stesso anno iniziò gli studi di filosofia alla Humbold-Universität di Berlino Est, ma venne escluso per motivi politici nel 1960. Iniziò allora a studiare alla scuola cinematografica di Babelsberg. Dal 1962 lavorò come sceneggiatore per la DEFA (Deutsche Film AG) e la televisione della Germania Est. In quel periodo scrisse anche racconti e testi per il cabaret.
Dal 1972 Becker era membro del centro del PEN Club della Germania dell'Est e dal 1973 presidente dell'Unione degli scrittori. Nel 1975 gli venne conferito il premio nazionale della Germania dell'Est. L'anno seguente però venne escluso dalla SED a causa delle sue proteste contro la privazione della cittadinanza della Germania dell'Est del cantautore Rolf Biermann e l'esclusione dall'unione degli scrittori di Reiner Kunze. Nel 1977 gli venne consigliato di lasciare la Germania dell'Est. Mantenne la cittadinanza, e con un visto che gli permetteva di viaggiare all'estero valido per due anni, prolungato poi a dieci anni, passò sei mesi come poet in residence al Oberlin College nel Ohio (Stati Uniti), poi un semestre come professore ospite all'università di Essen. Si spostò poi a Berlino Ovest; i suoi libri non vennero più pubblicati nella Germania dell'Est.
Nel 1981 Becker fu professore ospite all'università di Augusta. L'anno successivo fu segretario comunale di Bergen-Enkheim. Divenne membro dell'accademia per la lingua e la poesia di Darmstadt nel 1983 e dell'accademia delle belle arti di Berlino nel 1990. Nel 1989 tenne lezioni di poetica all'Università di Francoforte sul Meno. Malato da diverso tempo di cancro, Jurek Becker morì a Sieseby nel 1997.

## Opere
Jurek Becker fu autore di diversi sceneggiati per la televisione e il cinema. Debuttò come autore di romanzi nel 1969 con "Jakob il bugiardo" (Jakob der Lügner), pubblicato nell'anno seguente anche in Germania Ovest. Il romanzo racconta con molta sensibilità la storia di Jakob, che in un ghetto ebreo della seconda guerra mondiale fa finta di possedere una radio. Con notizie inventate sulla imminente liberazione risveglia la speranza dei suoi compagni di sventura.
Il romanzo ebbe notevole successo anche oltre i confini della Germania dell'Est. Nel 1971 Becker ricevette il premio letterario Heinrich-Mann-Preis della Germania dell'Est e il premio svizzero Charles Veillon. Becker scrisse anche la sceneggiatura per la versione cinematografica del 1974, premiata con l'Orso d'argento a Festival di Berlino.
Nel 1973 pubblicò il romanzo Irreführung der Behörden, per il quale gli venne conferito il premio letterario della città di Brema. Il romanzo descrive la vita di un giovane scrittore nella Germania dell'Est. Il romanzo Der Boxer, pubblicato nel 1976, racconta la difficoltosa via di un uomo scampato ai campi di concentramento verso una nuova esistenza. Nel 1978 Becker pubblicò un altro romanzo intitolato Schlaflose Tage. I due romanzi vennero filmati per la televisione della Germania Ovest.
Nel 1983 Becker pubblicò il romanzo Aller Welt Freund, seguito nel 1986 da "I figli di Bronstein" (Bronsteins Kinder). Lo stesso anno iniziò a scrivere i copioni per la serie televisiva Liebling Kreuzberg, per la quale ricevette il premio Adolf-Grimme-Preis insieme all'attore protagonista, Manfred Krug, e il regista.
Negli anni seguenti Becker scrisse la sceneggiatura per il film "Neuner", premiato con il Filmband in Gold, il romanzo Amanda herzlos (1992), che racconta della vita di tutti i giorni nella Germania dell'Est, e la sceneggiatura per il telefilm satirico Wir sind auch nur ein Volk. Nel 1996 pubblicò la raccolta di saggi e conferenze degli anni 1971–1995, intitolata "Ende des Größenwahns".
- Jakob il bugiardo - 1968
- L'inganno delle istituzioni - 1973
- Il pugile - 1976
- Giorni insonni - 1978
- Dopo l'immediato futuro - 1980
- Amico di tutti - 1982
- I figli di Bronstein - 1986
- Amanda senza cuore - 1994